# Famille de Faucogney
La famille de Faucogney est une famille de noblesse féodale originaire de la terre de Faucogney en Franche-Comté.
Elle détenait le titre de vicomte de Vesoul, dont la première mention remonte à 1019. Elle se divisa en quatre branches vers le milieu du XIIe siècle. La première était titrée vicomte de Vesoul, la seconde, dont faisait partie Aymé de Faucogney, fondait en 1133 l'abbaye de Bithaine, la troisième était issue d'un autre Aymé de Faucogney et la quatrième d'Alard de Faucogney. Elle s'éteignit au XIVe siècle.

## Histoire
Cette famille qui tire son nom de la seigneurie de Faucogney en Franche-Comté (de nos jours Faucogney-et-la-Mer dans le département de la Haute-Saône), remonte sa filiation à Gilbert de Faucogney, qui exerçait la charge de vicomte de Vesoul et qui fonda en 1092 le prieuré du Marteroy près de Vesoul. Onze de ses descendants exercèrent également la charge de vicomte de Vesoul,.
Jean de Faucogney épousa, avant 1336, Isabelle de France, fille du roi Philippe V et veuve de Guigues VIII de La Tour du Pin (1309-1333), dauphin de Viennois. Ils n'eurent pas de postérité.
La famille de Faucogney s'éteignit au XIVe siècle dans la famille de Longwy , par le mariage en 1370 de Jeanne de Faucogney avec Henri de Longwy, chevalier, sire de Rahon.

## Personnalités
Le premier à porter formellement le titre de seigneur de Faucogney est Gislebert III de Vesoul. Plus tard, ils recevront la seigneurie de Villersexel par l'union de l'héritière Béatrice de Faucogney avec Hugues de Rougemont sire de Villersexel, et enfin ils obtiendront la seigneurie de Clairvaux-les-Lacs lors du mariage de Jean de (Faucogney)-Villersexel († en mai 1319) avec Marguerite de Cuiseaux († après 1344), dame de Clairvaux (d'où la suite des sires de Clairvaux : voir ci-dessous la Branche de Villersexel).
Gislebert Ier de Faucogney, dit Gislebert Ier de Vesoul, (vers 1065 - après 1092), sire de Faucogney et vicomte de Vesoul. Il fonde en 1092 le prieuré du Marteroy,.
Mariage et succession :
Son épouse et sa descendance sont inconnues.
L'écart de temps entre les deux Gislebert suggère une génération intermédiaire.
Gislebert II de Faucogney, dit Gislebert II de Vesoul, (? - après 1166), vicomte de Vesoul, sire de Faucogney et seigneur d'Avanne. Il approuve en 1146 la donation de la grange de Wals à l'abbaye de Bithaine de la part d'Étienne de Vauconcourt et de Gérard de Saux. Il accorde à ce monastère ce qu'il a dans la métairie de Colombe et de La Faye ainsi que dans tout le Val de Bithaine. Dans le courant du XIIe siècle il fait d'importants dons aux abbaye de Clairefontaine, de Lieu-Croissant, de Billon et de Bellevaux. Son sceau le représente à cheval tenant son épée d'une main et de l'autre son bouclier chargé d'une clé mise en pal.
Mariage et succession :
Son épouse et sa descendance sont inconnues.
Hugues de Faucogney, dit Hugues de Vesoul,, (vers 1095 - Marteroy vers 1157), vicomte de Vesoul, sire de Villersexel.
Mariage et succession :
Il épouse Adeline, (? - après 1163), de qui il a :
- Gislebert III qui suit,
- Pierre, (? - vers 1157), seigneur de Lomont.

Gislebert III de Faucogney, (? - après 1189), dit Gislebert III de Vesoul, seigneur de Faucogney, vicomte de Vesoul.
Mariage et succession :
Il épouse Sibylle de qui il a :
- Aymon II qui suit,
- Henri : il assiste à la donation, faite par son père, des pâturages de Pusey et d'Auxon à l'abbaye Notre-Dame de Bellevaux,
- Osilie/Auxilie, épouse en premières noces N... de Scey, puis en secondes noces Amédée II de Montfaucon, comte de Montbéliard,
- Othon[17].

Aymon II de Faucogney, (? - après 1174), seigneur de Faucogney.
Mariage et succession :
Il épouse Adeline de qui il a :
- Jean, (? - après 1174),
- Hugues, (? - après 1174),
- Pons, (? - après 1174),
- Milon, (? - après 1174),
- Aimon, (? - avant 1205),
- Clémence, (? - vers 1217/23) : elle épouse Renard II de Choiseul,
- X
- Béatrice de Faucogney[19], (? - vers 1223/25) : elle épouse Hugues de Rougemont, de qui elle a Aymon III qui suit.

Aymon III de Faucogney, (? - après 1240), écuyer, seigneur de Magny-Fouchard, de Faucogney et de Villersexel, vicomte de Vesoul, seigneur d'Autoreille,. Il est le fils de Hugues de Rougemont seigneur de Villersexel (fils d'Humbert II, lui-même fils cadet de Thibaud II de Rougemont) et de Béatrice de Faucogney. Son sceau le représente en chevalier armé tenant son écu sur lequel figure un aigle.
Mariage et succession :
Il épouse, vers 1225, Élisabeth/Isabelle, (? - après février 1249), de qui il a :
- Clémence[24], (1208 - 4 décembre 1267), elle épouse Étienne d'Oiselay, (1196/99 - après mai 1269 ; fils naturel d'Etienne II d'Auxonne, de la Maison comtale de Bourgogne),
- Jean Ier qui suit,
- Sibylle[25], (? - après 1228),
- Aymon[26], (? - 18 décembre 1309) : il fonde la branche de Villersexel ci-dessous,
- Thiébaud, (? - après février 1248),
- Hugues, chanoine de Besançon, archidiacre de Beaune en 1282, grand chantre de l'église d'Autun ; il teste en 1306,
- Élisabeth,
- Alix/Alais, (? - 1302), dame de Pouilly, épouse Hugues d'Antigny, seigneur de Pagny et comte de Vienne.

Jean Ier de Faucogney, (? - juillet 1261/25 mars 1262), sire de Faucogney, vicomte de Vesoul,. Il chargeait son écu de trois bandes de gueules en champ d'or et gardait l'aigle dans son contre-sceau ; sa femme se faisait représenter à genoux devant une image de la Vierge avec une fleur de lys des deux côtés.
Mariage et succession :
Il épouse Helvis/Simonette, (vers 1232 - après le 21 octobre 1312, monastère de Montigny), sœur du célèbre chroniqueur et biographe de saint Louis, fille de Simon de Joinville et de Béatrice d'Auxonne (dame de Marnay, fille d'Etienne II d'Auxonne cité ci-dessus et sœur du comte Jean l'Antique), de qui il a :
- Aymon qui suit,
- Geoffroy[30], (? - février 1294/avril 1301), seigneur de Saint-Loup-sur-Semouse et de Ronchamps, il épouse en 1277 Alix de Tilchatel, dame de Granges et de Coublanc : Postérité, d'où la branche de St-Loup et Ronchamp,
- Thiébaud, (? - après 1301), trésorier de l'église de Besançon, abbé de Luxeuil[31],
- Henry[32], (? - après 1301), chanoine de Besançon, archidiacre de Ligny-en-Barrois, grand chantre de l'église de Besançon en 1300, haut-doyen en 1312, vicaire général,
- Jean[33],
- Clémence[34], (? - après 1301), elle épouse Guillaume de Corcondray et d'Avanne,
- Guillemette, (? - après 1312), dame de Lieffrans, elle épouse Othenin ou Othes de Ray,
- Agnès, elle épouse Guillaume de Beaujeu, seigneur de Seveux.

Aymon de Faucogney, (? - 1296/98), chevalier, seigneur de Faucogney, vicomte de Vesoul.
Mariage et succession :
Il épouse Jeanne/Jeannette, fille d'Henri IV comte de Salm et de Laurette de Blieskastel, de qui il a :
- Jean II qui suit,
- Henri,
- Alix, elle épouse Hugues de Vienne-Mirebel.

Jean II de Faucogney, (? - janvier 1317/décembre 1319), sire de Faucogney,, vicomte de Vesoul. Ayant tenté de s'approprier les biens de l'abbaye de Luxeuil, celle-ci se tournait vers son protecteur le roi de France qui n'eut aucune difficulté à faire renoncer Jean II à ses projets.
Mariage et succession :
Il épouse Catherine, fille de Thiébaut III de Neuchâtel-Bourgogne et de Jeanne-Agnès, fille de Gaucher II de Commercy, de qui il a :
- Jean III qui suit,
- Henry qui suivra,
- Aimé, (? - 1362), mort sans alliance,
- Thiébaud, (? - après 1339), seigneur de Château-Lambert,
- Hugues,
- Agnès, elle épouse Geoffroy de Beaujeu,
- Jeanne, elle épouse 1er mars 1340 Jean Ier de Montreux-Melisey.

Jean III de Faucogney, (? - 1345/56), baron de Faucogney, chevalier.
Mariage et succession :
Il épouse, vers 1335, Isabelle de France dame de Givry, (1312 - 1348), fille de Philippe V le Long et de Jeanne II de Bourgogne, de qui il n'eut pas d'enfants.
Henry de Faucogney, (? - après 1352), chevalier, seigneur de Château-Lambert, vicomte de Vesoul. En 1346 il s'unissait avec Jean II de Chalon-Arlay, Thiébaud V de Neuchâtel et les citoyens de Besançon pour combattre le duc de Bourgogne, pour mettre fin à ces hostilités Philippe de Valois prenait le parti d'Henry.
Mariage et succession :
Il épouse Jeanne de Blâmont de qui il a :
- Jeanne, (? - 20 mars/25 avril 1373), dame de Faucogney, de Château-Lambert et de Gevry. Elle épouse en premières noces Jean de Neuchâtel-Vaumarcus dit "le Bel" puis en secondes noces Henry de Rahon-Longwy, chevalier, seigneur de Rahon[8] : Sans postérité semble-t-il (l'érudit Jules Finot dit le contraire[45](p. 168, 170 ; 171), mais il méconnaît aussi l'origine Rougemont des Faucogney à partir d'Hugues de Rougemont au début du XIIIe siècle, et il voit l'origine de Villersexel non dans un fief des Rougemont, mais dans un démembrement de la grande seigneurie de Faucogney ou bien dans une vieille possession des La Roche d'Athènes ; Cf. le site MedLands[1]) ; son 2e mari Henri de Longwy resta son héritier et vendit Faucogney et Château-Lambert pour 20 000 florins en octobre/novembre 1374 au duc de Bourgogne Philippe le Hardi, aussi comte héritier de Bourgogne par alliance[45]. Vers 1664, son lointain descendant le comte-roi Philippe céda Faucogney (et Vennes) au duc Philippe-François d'Arenberg (1625-1674 ; sans postérité), suivi par son demi-frère héritier Charles-Eugène d'Arenberg (1633-1681), déjà seigneur de Villersexel par sa femme Marie-Henriette de Cusance[46]. Charles-Eugène et Marie-Henriette furent continués à Faucogney et Villersexel par leur fils Philippe-Charles-François (1663-1691), père de Léopold-Philippe-Charles-Joseph d'Arenberg (1690-1754) ; mais dans la minorité de ce dernier son aïeule Marie-Henriette de Cusance (1624-1701) et sa mère Maria Enrichetta/Marie-Henriette del Carretto (1671-1744) vendirent vers 1691/1701 Faucogney à Ferdinand, comte de Grammont († 1718 ; frère aîné de François-Joseph et père d'Antoine-Pierre de Grammont), et Villersexel à son autre frère cadet Michel-Dorothée, marquis de Grammont. La descendance féminine de Ferdinand garda la baronnie de Faucogney, et la postérité mâle de Michel-Dorothée, la seigneurie de Villersexel (voir[45](p. 200), et l'article Faucogney).
- Catherine, (? - avant le 21 mars 1364), elle épouse Conrad de Tübingen[47],

Hors mariage il a :
- Jean de la Crolière, seigneur de La Crolière, écuyer et chambellan du duc Philippe II de Bourgogne en 1385,
- Henry le Peut, (? - 1371), fils naturel (peut-être légitimé[49]), chevalier. Il a une fille, Jeanne, qui épousait Guillaume III de Gilley-Poncey, seigneur de Poncey[49],
- Jean de Maisière,
- Agnès de Faucogney.

## Branche de Villersexel
Villersexel était le siège d'une seigneurie appartenant à la famille de Rougemont : ainsi, Hugues de Rougemont, fils cadet d'Humbert II, devint seigneur de Villersexel. Succession aux Rougemont dits de Faucogney par le mariage dudit Hugues avec Béatrice de Faucogney (parents d'Aymon III ci-dessus), puis au fils cadet de ce dernier, Aymon de Faucogney-Villersexel, qui suit :
Aymon de Faucogney, (? - 18 décembre 1309), seigneur de Villersexel
, fils d'Aymon III de Faucogney et d'Élisabeth/Isabelle.
Mariages et succession :
Il épouse en premières noces Guillemette, (? - 1270), fille d'Othenin de Ray, puis en secondes noces Simone de Longwy, (? - 1294 ; cf. l'article Neublans > Seigneurs : branche de Neublans-Chaussin-Longwy). Du second mariage il a :
- Jean qui suit,
- Aymon, (? - après janvier 1345), dit "de Besançon", archidiacre de Besançon,
- Isabelle,
- Helvis, elle épouse Jean Ier de Vaugrenant, de qui elle a Marguerite.

Jean de Faucogney, dit Jean de Villersexel, (? - 27 mai 1319), seigneur de Villersexel et de Clairvaux.
Mariage et succession :
Il épouse Marguerite, dame de Clairvaux, fille d'Humbert de Cuiseaux et d'Isabelle d'Avilley, de qui il a :
- Aymon qui suit,
- Humbert, (? - 1345 Myrre, Cilicie), dit "Humbert de Clairvaux et de châtel de Joux", il épouse Marguerite, (? - après 1372), fille de Richard de La Roche et de Mahaut/Mathilde de Montfaucon
- Isabelle, (? - 13 août 1368), elle épouse Jean d'Oiselet,
- Guillemette, (? - après janvier 1345).

Aymon de Villersexel, (? - 10 septembre 1360), seigneur de Villersexel et de Clairvaux.
Mariage et succession :
Il épouse Jeanne, (? - 1375), dame de Saint-Hippolyte, sœur de Marguerite de La Roche ci-dessus (la femme d'Humbert de Clairvaux), fille de Richard de La Roche (en Montagne) et de Mahaut de Montfaucon, de qui il a :
- Henri qui suit,
- Simone/Simonette[54], (? - 12 mars 1412 prieuré de Cusance) dite "de Villars", dame de Flagey, elle épouse Gérard de Cusance, (? - vers 1405), seigneur de Flagey et de Scey,
- Marguerite[55], (1350 - ?), épouse de Jean II de Ville, (1345 - août 1403),
- N..., elle épouse N... de Noidant.

Henri de Villersexel, (? - 1412), seigneur de Villersexel et comte de La Roche-en-Montagne (-St-Hippolyte) à partir de 1360.
Mariage et succession :
Il épouse Guillemette, fille de Jean le Borgne de Vergy, sire de Champlitte, Fouvent et Autrey, de qui il a :
- Humbert qui suit,
- Jean, chevalier de Saint-Jean de Jérusalem[56],
- Guillaume, (? - Nicopolis 28 septembre 1396), il épouse Catherine, dame de Sombernon et de Malain, fille de Jean de Montagu et de Marie de Beaujeu de Luzy,
- Gillette, (? - 1440), dame de La Roche-en-Montagne (à Soulce-Cernay et Chamesol) et St-Hippolyte : elle épouse Burkard, comte de Lützelstein, d'où Marguerite de Lützelstein, héritière de son oncle maternel Humbert de Villersexel ci-dessous, mariée en 1432 à François de La Palud de Varambon ; avec succession, dans leur descendance, de Villersexel, Maîche, etc. ; puis passage du tout à d'autres branches des La Palud, dont celle de Cusance (cf. l'article Cusance > Louis et Isabelle de Cusance), puis aux de Rye-La Palud (cf. les articles Cusance > Marie-Thérèse-Henriette et Neublans > branche de Rye) jusqu'en 1657 (date du décès sans postérité du jeune Ferdinand-François-Just de Rye-La Palud (1637-1657), 1er mari de ladite Marie-Thérèse-Henriette de Cusance). Marie-Henriette de Cusance (1624-1701) et son 2e époux le duc Charles-Eugène d'Arenberg (1633-1681) furent déclarés successeurs, Charles-Eugène étant de son côté l'héritier de Faucogney en 1674 comme vu plus haut.
- Jeanne, (? - après le 7 avril 1405), elle épouse Jean Ier de Montjoie, fils de Louis de Montjoie et de Jaquette de Cly.

Humbert de Villersexel, (1385 - 1437/38), comte de la Roche, seigneur de Villersexel, Maîche, Orbe et Saint-Hippolyte, chevalier de L'Annonciade et de l'ordre de Savoie.
Mariages et succession :
Il épouse en premières noces le 14 mai 1398 Marguerite, dame d'Orbe, fille d'Henri de Montbéliard et de Marie de Châtillon-Fère, puis en secondes noces en 1416 Marguerite, fille du seigneur Geoffroy II de Charny (fils de Geoffroi) et de Marguerite de Poitiers.

## Armoiries
Les armes de la famille de Faucogney se blasonnent ainsi d'or à trois bandes de gueules.,